# Титов, Георгий Сергеевич
Георгий Сергеевич Титов (22 апреля 1918 — 14 июля 2004) — советский диктор Новосибирского радио (1950—1973). Участник Советско-финляндской войны (1939—1940)  и  Великой Отечественной войны.

## Биография
Родился 22 апреля 1918 года в селе Рулиха (современный Казахстан). Из крестьянской семьи.
В 1938 году начал работать в торговом отделе транспорта на станции Защита (Томская железная дорога). В том же году отправлен на службу в Красную армию. Принимал участие в Зимней войне с Финляндией. Был ранен и демобилизован. До лета 1941 года — преподаватель военного дела и физической культуры в сельской школе. Участвовал в Великой Отечественной войне. В ноябре 1943 года получил серьёзное ранение и полгода провёл в госпитале. Снят с воинского учёта после выздоровления.
С конца 1940-х годов трудился инструктором, занимал должности директора в доме культуры, заведующего новосибирского магазина и т. д.
С февраля 1950 года — диктор Новосибирского областного радиокомитета.
В сентябре 1973 года вышел на пенсию.
Умер 14 июля 2004 года. Похоронен на Заельцовское кладбище Новосибирска (квартал 68н).

## Характеристика
Будучи обладателем красивого и мягкого голоса, успешно работал с разными текстами. Его талант раскрывался более всего в литературно-художественных и общественно-политических темах. Во время чтения мог вызвать у слушателей чувство вовлечённости в общение, заострить их внимание на тексте и тем самым увеличить влияние передачи на аудиторию.

## Признание
Профессионализм Титова отмечен первой (1959) и высшей (1960) дикторскими категориями.
Удостоен медалей «За отвагу», «За доблестный труд» и «За победу над Германией в Великой Отечественной войне 1941–1945 гг.»